# Oswald Rösler
Oswald Rösler (* 26. Mai 1887 in Schweidnitz, Provinz Schlesien; † 23. Mai 1961 in Brannenburg, Oberbayern) war von 1933 bis 1945 Vorstandsmitglied, von 1943 bis 1945 Sprecher des Vorstandes und von 1957 bis 1960 Aufsichtsratsvorsitzender der Deutschen Bank.

## Leben
Oswald Rösler wuchs in bescheidenen Verhältnissen als Sohn eines früh verstorbenen Handschuhmachermeisters auf. Nach einer Banklehre arbeitete er zuerst als Buchhalter in einem Breslauer Textilhaus. 1907 wurde er Mitarbeiter beim Barmer Bankverein Hinsberg, Fischer & Co., ein Jahr später, im Juli 1908, begann seine Karriere bei der Disconto Bank, wo er ab 1921 Geschäftsführer und Direktor war.
Mit der Fusion der Deutschen Bank mit der Disconto-Gesellschaft zur „Deutsche Bank und Disconto-Gesellschaft“ am 29. Oktober 1929 ernannte der Aufsichtsrat Rösler zum stellvertretenden Vorstandsmitglied der neuen Bank. 1933 folgte für ihn und Karl Ernst Sippel die ordentliche Vorstandsmitgliedschaft, nachdem zuvor die jüdischen Vorstandsmitglieder Theodor Frank und Oscar Wassermann auf Vorschlag des Reichsbankpräsidenten Hjalmar Schacht zum Rücktritt gezwungen worden waren.
Rösler war unter anderem Vorsitzender des Aufsichtsrats der Böhmischen Union Bank, die 1939 von der Deutschen Bank übernommen worden war und im Protektorat Böhmen und Mähren umfangreiche Übernahmen und Transaktionen bei der „Arisierung“ jüdischer Vermögens abwickelte. 1943 beurteilte er die Aktivitäten des verantwortlichen Mitarbeiters Walter Pohle in einer im Vorstand verbreiteten Aktennotiz äußerst kritisch.
Rösler stand als engagierter Katholik dem Nationalsozialismus distanziert gegenüber. Nach dem gescheiterten Attentat auf Adolf Hitler am 20. Juli 1944 wurde er im September 1944 wegen Mitwisserschaft verhaftet. Aufgrund fehlender stichhaltiger Beweise wurde er aber am 14. November 1944 im Prozess vor dem Volksgerichtshof freigesprochen.
Ab 1943 bis Mai 1945 war Rösler Vorstandssprecher der Deutschen Bank. Bei Kriegsende war er in Berlin geblieben und konnte bis zu seiner Verhaftung durch die Sowjets am 17. Juni 1945 in der Zentrale der Deutschen Bank arbeiten. Es folgte eine Internierung in Speziallager Nr. 2 in Buchenwald, die bis Januar 1950 dauerte. Im Februar 1950 stellte ein Entnazifizierungsausschuss fest, dass Rösler „weder der Partei noch einer ihrer Gliederungen angehört und den Nationalsozialismus in keiner Weise gefördert hatte“.
Noch 1950 wurde Oswald Rösler Mitglied der Geschäftsleitung der Rheinisch-Westfälischen Bank AG in Düsseldorf, eine Regionalbank der zerschlagenen Deutschen Bank. Nach der Rezentralisierung 1952 war er dort als Vorstand aktiv. In der 1957 neu gegründeten Deutschen Bank übernahm er abschließend von 1957 bis 1959 den Vorsitz im Aufsichtsrat, Ehrenvorsitzender war er von 1960 bis zu seinem Lebensende 1961. Die Stellung des Aufsichtsratsvorsitzenden hatte er außerdem bei der Bayer AG und der Mannesmannröhren-Werke AG inne.